# Hattmatt
Hattmatt es una localidad y  comuna francesa situada en el departamento de Bajo Rin, en la región de Alsacia. Tiene una población de 632 habitantes (según censo de 1999) y una densidad de 152,29 h/km².
Está integrada en la Communauté de communes de la région de Saverne. Situada a 10 km al noreste de Saverne, dispone de acceso a la autopista A4 (enlace 45).

## Demografía
| 577                        | 615 | 622 | 621 | 591 | 681 |
| (Fuente: [cita requerida]) |     |     |     |     |     |

(Población sans doubles comptes según la metodología del INSEE).
La cifra provisional de población para 2006 es de 632 habitantes.